# Блюм, Дебора
Дебора Блюм или Блам (19 октября 1954) — американская журналистка; директор программы Knight Science Journalism в Массачусетском технологическом институте. Является автором многих книг; была колумнисткой Нью-Йорк Таймс.
В качестве репортёра газеты Sacramento Bee, Блюм написала серию статей, исследующих профессиональные, этические и эмоциональные конфликты между учеными, которые используют животных в своих исследованиях и защитниками прав животных, которые выступают против этих исследований. За серию статей «Обезьяньи войны» («The Monkey Wars»), о проблеме использования животных в научных исследованиях получила Пулитцеровскую премию.

## Ранние годы
Родилась в Эрбане, штат Иллинойс, росла в Батон-Руже, штат Луизиана, Бристоле, Англия, и Атенсе, штат Джорджия. Окончила Университет Джорджии, где была редактором студенческой газеты. До того как заняться научной журналистикой работала репортёром в газетах в Джорджии, Флориды и Калифорнии. Работала в изданиях Macon Telegraph, St. Petersburg Times, Fresno Bee и других.

## Экологическая тематика
После получения степень магистра в области экологической журналистики Университета Висконсин-Мэдисон, возвращается в газету Fresno Bee в качестве репортера по экологической тематике. Острые публикации Блюм по проблемам местной экологии привлекли всеобщее внимание, в результате чего относительно небольшая газета Fresno Bee обошла по популярности экологических публикаций более крупные местные газеты, такие как San Francisco Chronicle и Los Angeles Times.

## Научная журналистика и преподавание
В 1984 году, Блюм поступила в газету Sacramento Bee. Диапазон её публикаций заметно расширился, она стала освещать разнообразные научные направления, такие как медицина, сверхпроводимости и физические основы вооружений. Её серия статей «California: The Weapons Master» (1987) была удостоена премии Ливингстон награду. В 1992 году она получила премию американской Ассоциации содействия развитию науки (AAAS) в области научной журналистики за серию статей «Обезяньйи войны» (Monkey Wars).
Позднее Блюм публиковала статьи о связи науки и культуры в США в таких изданиях как Нью-Йорк Таймс, The Wall Street Journal, The Boston Globe, Time, в газете «Вашингтон пост», в Лос-Анджелес Таймс, и других.
С 1997 по 2015 год преподавала в школе журналистики и массовых коммуникаций университета Висконсин-Мэдисон. В 2005 году получила место профессора журналистики фонда Helen Firstbrook Franklin. В июле 2015 года получила пост директора факультета научной журналистики в MIT.
В прошлом занимала пост президента Национальной ассоциации научных писателей, а также была членом руководящего Совета Всемирной Федерации научных писателей; входила в состав Совета по развитию научно-популярной литературы, Комитета AAAS по научно-техническому просвещению. Входила в комитет Конгресса США по науке.

## Дело Ханта
В 2015 году, после того, как лауреат Нобелевской премии, биохимик Тим Хант сделал ряд спорных высказываний о женщинах в науке, Блюм была одной из трёх журналистов, которые привлекли внимание к этой истории.

## Личная жизнь
Дебора Блюм — старшая из четырёх дочерей известного энтомолога Мюррея Блама и его жены Нэнси Н. Блам.
Замужем и имеет двух сыновей.

### Книги
- Blum, Deborah. The Monkey Wars (англ.). — New York: Oxford University Press, 1994.
- A Field Guide for Science Writers: the official guide of the National Association of Science Writers (1997; 2nd ed., 2006), edited by Blum, Mary Knudson, and Robin Marantz Henig
- Sex on the Brain: the biological differences between men and women (1997) — a New York Times Notable Book of the Year in 1997
- Love at Goon Park: Harry Harlow and the science of affection (2002) — named among the best books of 2002 by Publishers Weekly, National Public Radio and Discover magazine, finalist for Los Angeles Times 2002 Book Prize
- Ghost Hunters: William James and the search for scientific proof of life after death (2006)
- The Poisoner's Handbook: Murder and the Birth of Forensic Medicine in Jazz Age New York[англ.] (2010)
- Angel Killer: A True Story of Cannibalism, Crime Fighting, and Insanity in New York City [уточнить источник]

На русском:
- Дебора Блюм, Робин Маранц Хениг, Мэри Кнудсон. Полевое руководство для научных журналистов = Blum Deborah Henig Robin Marantz Knudson Mary. A Field Guide for Science Writers: The Official Guide of the National Association of Science Writers. — М.: Альпина Нон-фикшн, 2018. — 484 p. — ISBN 978-5-91671-816-4.

### Статьи
- Blum, Deborah. F-100 therapeutic milk (англ.) // Wired : magazine. — 2013. — December (vol. 21, no. 12). — P. 118.[14]